# Karen Marie Klip A/S
Karen-Marie Klip & Papir A/S er en unik mindre dansk virksomhed, som beskæftiger sig med papirdesign. Den blev grundlagt i Gråsten i 1985 af Karen Marie Fabricius og hendes ægtemand Jørgen. Firmaet har hovedsæde i Gråsten. Siden 2001 har firmaet været drevet som et aktieselskab.

## Papirmuseets By A/S
Den 28. marts 2002 udvidedes efter en aktietegning og en investering på henved 8 millioner kroner med Papirmuseets by A/S, der som virksomhedens showroom og butik ligger i et 600 m² stort lokale, bygget op som en by, hvor forskellige afdelinger er placeret i små huse.

## Design og produkter
Karen-Marie Klip & Papir A/S er den eneste virksomhed af sin art i Danmark, der designer, udvikler og producerer produkter i papir til hobbyfolk.[kilde mangler]
Siden 2012 er Quilling blevet en alt mere fremtrædende del af virksomhedens profil, hvorfor de fleste nutidige produkter er baseret på quilling-teknikken, som er en papirteknik, der kan dateres tilbage til renæssancen, hvor papirstrimler rulles, formes og limes sammen til dekorativ design. Virksomheden udvikler ligeledes instruktioner, hæfter, bøger, værktøj, skabeloner og videoer.
Karen Marie Fabricius blev bekendt med quilling ved en messe i USA omkring år 2001, men det var først da hun i december 2011 under et interview på TV Syd vedrørende deres tema den måned om Jul på Gram Slot valgte at quille under interviewet, at det for alvor tog fart med denne håndværksmæssige tilgang i firmaets udvikling og produktion.

## Eksport
Firmaet eksporterer også en del af produktionen til forskellige europæiske markeder.

## Udgivelser
I 2010 blev bogen Karen-Maries Papierdesign udgivet gennem det tyske forlag TOPP Verlag.

## Ekstern henvisning
- Officiel hjemmeside
- Papirmuseets By A/S i Det Centrale Virksomhedsregister (CVR)

|  | Denne artikel om en virksomhed kan blive bedre, hvis der indsættes et (bedre) billede. Du kan hjælpe ved at afsøge Wikimedia Commons for et passende billede eller lægge et op på Wikimedia Commons med en af de tilladte licenser og indsætte det i artiklen. |

54°54′25″N 9°34′42″Ø / 54.90694°N 9.57833°Ø